# Eléni Daniilídou
Eléni Daniilídou (Grieks: Ελένη Δανιηλίδου, uitspr. Ellennie Danjieliedoe) (Chania (Kreta), 19 september 1982) is een voormalig tennisspeelster uit Griekenland. Zij was actief van 1996 tot en met 2018. In 1999 won zij met Virginie Razzano als junior het meisjesdubbelspel op het Australian Open. Zij nam driemaal deel aan de Olympische Spelen, in 2000 (Sydney), 2004 (Athene) en 2008 (Peking).

## Loopbaan
Zij won vijf toernooien in het enkelspel op de WTA-tour, waaronder het toernooi van Rosmalen in 2002. Op alle grandslamtoernooien behalve Roland Garros bereikte zij de vierde ronde. Haar hoogste notering op de WTA-ranglijst is de veertiende plaats, die zij bereikte in mei 2003.
In het dubbelspel behaalde zij drie WTA-titels. In 2004 won zij met de Australische Nicole Pratt het WTA-toernooi van Stanford, in 2010 dat van Istanbul (met de Duitse Jasmin Wöhr) en in 2011 het toernooi van Tasjkent, samen met Russin Vitalia Djatsjenko. In 2003 bereikte zij met de Australiër Todd Woodbridge de finale van het gemengd dubbelspel op het Australian Open. Zij verloren echter van Martina Navrátilová en Leander Paes. In het vrouwendubbelspel is haar beste resultaat op de grandslamtoernooien het bereiken van de halve finale, op Roland Garros 2006, samen met de Spaanse Anabel Medina Garrigues. Haar hoogste notering op de WTA-ranglijst is de 21e plaats, die zij bereikte in januari 2007.

## Posities op deWTA-ranglijst
Positie per einde seizoen:
| jaar | rang enkelspel | rang dubbelspel |
| ---- | -------------- | --------------- |
| 1998 | 294            | 257             |
| 1999 | 318            | 330             |
| 2000 | 320            | 237             |
| 2001 | 84             | 176             |
| 2002 | 22             | 95              |
| 2003 | 26             | 63              |
| 2004 | 34             | 46              |
| 2005 | 70             | 50              |
| 2006 | 36             | 22              |
| 2007 | 43             | 54              |
| 2008 | 149            | 169             |
| 2009 | 160            | 98              |
| 2010 | 167            | 84              |
| 2011 | 90             | 60              |
| 2012 | 100            | 91              |
| 2013 | 189            | 79              |
| 2014 | 386            | 135             |
| 2015 | 706            | 779             |
| 2016 | 795            | 490             |
| 2017 | 1185           | 853             |

## Palmares
| Legenda                | Legenda                  |
| ---------------------- | ------------------------ |
| Grandslamtoernooi      |                          |
| Olympische Spelen      |                          |
| Year-End Championships |                          |
| tot 2009               | 2009 – 2020 / vanaf 2021 |
| Tier I                 | Premier Mandatory        |
| Tier II                | Premier Five / WTA 1000  |
| Tier III               | Premier / WTA 500        |
| Tier IV & V            | International / WTA 250  |
|                        | Challenger / WTA 125     |

### WTA-finaleplaatsen enkelspel
| nr.              | finale     | toernooi     | ondergrond | tegenstandster     | score         |         |
| ---------------- | ---------- | ------------ | ---------- | ------------------ | ------------- | ------- |
| gewonnen finales |            |              |            |                    |               |         |
| 1.               | 2002-06-22 | WTA Rosmalen | gras       | Jelena Dementjeva  | 3-6, 6-2, 6-3 | details |
| 2.               | 2003-01-04 | WTA Auckland | hardcourt  | Cho Yoon-jeong     | 6-4, 4-6, 7-6 | details |
| 3.               | 2004-01-10 | WTA Auckland | hardcourt  | Ashley Harkleroad  | 6-3, 6-2      | details |
| 4.               | 2006-10-01 | WTA Seoel    | hardcourt  | Ai Sugiyama        | 6-3, 2-6, 7-6 | details |
| 5.               | 2008-01-11 | WTA Hobart   | hardcourt  | Vera Zvonarjova    | walk-over     | details |
| verloren finales |            |              |            |                    |               |         |
| 1.               | 2002-09-14 | WTA Bahia    | hardcourt  | Anastasija Myskina | 3-6, 6-0, 2-6 | details |

### WTA-finaleplaatsen vrouwendubbelspel
| nr.              | finale     | toernooi        | ondergrond    | partner             | tegenstandsters                                | score            |         |
| ---------------- | ---------- | --------------- | ------------- | ------------------- | ---------------------------------------------- | ---------------- | ------- |
| gewonnen finales |            |                 |               |                     |                                                |                  |         |
| 1.               | 2004-07-18 | WTA Stanford    | hardcourt     | Nicole Pratt        | Iveta Benešová Claudine Schaul                 | 6-2, 6-4         | details |
| 2.               | 2010-07-31 | WTA Istanbul    | hardcourt     | Jasmin Wöhr         | Maria Kondratjeva Vladimíra Uhlířová           | 6-4, 1-6, [11-9] | details |
| 3.               | 2011-09-17 | WTA Tasjkent    | hardcourt     | Vitalia Djatsjenko  | Ljoedmyla Kitsjenok Nadija Kitsjenok           | 6-4, 6-3         | details |
| verloren finales |            |                 |               |                     |                                                |                  |         |
| 1.               | 2003-05-04 | WTA Warschau    | gravel        | Francesca Schiavone | Liezel Huber Magdalena Maleeva                 | 6-3, 4-6, 2-6    | details |
| 2.               | 2004-02-22 | WTA Antwerpen   | hardcourt (i) | Myriam Casanova     | Cara Black Els Callens                         | 2-6, 1-6         | details |
| 3.               | 2005-06-12 | WTA Birmingham  | gras          | Jennifer Russell    | Daniela Hantuchová Ai Sugiyama                 | 2-6, 3-6         | details |
| 4.               | 2006-11-05 | WTA Hasselt     | hardcourt (i) | Jasmin Wöhr         | Lisa Raymond Samantha Stosur                   | 2-6, 3-6         | details |
| 5.               | 2007-09-30 | WTA Seoel       | hardcourt     | Jasmin Wöhr         | Chuang Chia-jung Hsieh Su-wei                  | 2-6, 2-6         | details |
| 6.               | 2008-01-11 | WTA Hobart      | hardcourt     | Jasmin Wöhr         | Virginia Ruano Pascual Anabel Medina Garrigues | 2-6, 4-6         | details |
| 7.               | 2011-04-30 | WTA Estoril     | gravel        | Michaëlla Krajicek  | Alisa Klejbanova Galina Voskobojeva            | 4-6, 2-6         | details |
| 8.               | 2013-07-21 | WTA Bad Gastein | gravel        | Kristina Barrois    | Sandra Klemenschits Andreja Klepač             | 1-6, 4-6         | details |
| 9.               | 2013-07-27 | WTA Bakoe       | hardcourt     | Aleksandra Krunić   | Iryna Boerjatsjok Oksana Kalasjnikova          | 6-4, 6-7, [4-10] | details |

### WTA-finaleplaatsen gemengd dubbelspel
| nr.              | finale     | toernooi        | ondergrond | partner         | tegenstanders                    | score    |         |
| ---------------- | ---------- | --------------- | ---------- | --------------- | -------------------------------- | -------- | ------- |
| gewonnen finales |            |                 |            |                 |                                  |          |         |
| geen             |            |                 |            |                 |                                  |          |         |
| verloren finales |            |                 |            |                 |                                  |          |         |
| 1.               | 2003-01-26 | Australian Open | hardcourt  | Todd Woodbridge | Martina Navrátilová Leander Paes | 4-6, 5-7 | details |

### Gewonnen ITF-toernooien enkelspel
| nr. | finale     | toernooi     | dotatie | tegenstandster in finale | score         |
| --- | ---------- | ------------ | ------- | ------------------------ | ------------- |
| 1.  | 1998-08-08 | Southsea     | $10.000 | Manisha Malhotra         | 7-6, 6-3      |
| 2.  | 1998-08-16 | Istanbul     | $10.000 | Riei Otakeyama           | 6-0, 6-1      |
| 3.  | 1998-08-30 | Skiathos     | $10.000 | Tatjana Poetsjek         | 6-3, 6-4      |
| 4.  | 1998-09-06 | Xanthi       | $10.000 | Lizzie Jelfs             | 6-2, 6-0      |
| 5.  | 1999-09-26 | Thessaloniki | $25.000 | Clarisa Fernández        | 6-2, 6-2      |
| 6.  | 2000-08-27 | Kastoria     | $10.000 | Jolanda Mens             | 6-3, 6-1      |
| 7.  | 2001-04-08 | Dubai        | $75.000 | Anikó Kapros             | 6-4, 6-4      |
| 8.  | 2001-05-06 | Taranto      | $25.000 | Edina Gallovits          | 7-5, 6-2      |
| 9.  | 2010-10-03 | Athene       | $50.000 | Laura Pous Tió           | 6-4, 6-1      |
| 10. | 2011-06-04 | Nottingham   | $75.000 | Volha Havartsova         | 1-6, 6-4, 6-2 |
| 11. | 2011-07-03 | Pozoblanco   | $50.000 | Elitsa Kostova           | 6-3, 6-2      |

### Gewonnen ITF-toernooien dubbelspel
| nr. | finale     | toernooi       | dotatie  | partner            | tegenstandsters in finale                | score            |
| --- | ---------- | -------------- | -------- | ------------------ | ---------------------------------------- | ---------------- |
| 1.  | 1998-08-16 | Istanbul       | $10.000  | Natalie Cahana     | Ismet-Duygu Aksit-Oal Gulberk Gultekin   | 3-6, 6-3, 6-3    |
| 2.  | 1998-08-30 | Skiathos       | $10.000  | Evagelia Roussi    | Marina Lazarovska Tatjana Poetsjek       | 3-6, 6-4, 6-2    |
| 3.  | 1998-09-06 | Xanthi         | $10.000  | Evagelia Roussi    | Dragana Ilić Ljiliana Nanusevic          | 6-0, 6-3         |
| 4.  | 1998-10-04 | Thessaloniki   | $25.000  | Christína Papadáki | Ľudmila Cervanová Magdalena Kučerová     | 7-6, 4-6, 7-5    |
| 5.  | 1999-09-26 | Thessaloniki   | $25.000  | Surina de Beer     | Adriana Barna Adrienn Hegedűs            | 6-2, 6-3         |
| 6.  | 2000-08-07 | Kastoria       | $10.000  | Evagelia Roussi    | Daniela Klemenschits Sandra Klemenschits | 6-3, 6-4         |
| 7.  | 2000-10-22 | Joué-lès-Tours | $25.000  | Maria Geznenge     | Mia Buric Laura Dell'Angelo              | 5-3, 4-1, 4-0    |
| 8.  | 2001-02-18 | Sutton         | $25.000  | Lydia Steinbach    | Amanda Hopmans Patty Van Acker           | 6-0, 6-4         |
| 9.  | 2001-04-15 | Dinan          | $25.000  | Caroline Schneider | Vanessa Henke Syna Schmidle              | 6-3, 7-6         |
| 10. | 2009-10-04 | Athene         | $100.000 | Jasmin Wöhr        | Timea Bacsinszky Tathiana Garbin         | 6-2, 5-7, [10-4] |
| 11. | 2009-11-08 | Ismaning       | $50.000  | Jasmin Wöhr        | Katsjarina Dzehalevitsj Eva Hrdinová     | 6-2, 4-6, [10-5] |
| 12. | 2010-09-17 | Sofia          | $100.000 | Jasmin Wöhr        | Sandra Klemenschits Tatjana Malek        | 6-3, 6-4         |
| 13. | 2012-06-09 | Nottingham     | $75.000  | Casey Dellacqua    | Laura Robson Heather Watson              | 6-4, 6-2         |
| 14. | 2013-09-22 | Albuquerque    | $75.000  | Coco Vandeweghe    | Melanie Oudin Taylor Townsend            | 6-4, 7-6         |
| 15. | 2015-03-15 | Amiens         | $10.000  | Ilka Csöregi       | Jelizaveta Jantsjoek Olga Jantsjoek      | 6-1, 6-4         |
| 16. | 2016-07-17 | Imola          | $25.000  | Lisa Sabino        | Martina Di Giuseppe Maria Masini         | 4-6, 6-2, [10-4] |

## Resultaten grandslamtoernooien
| Legenda | Legenda                          |
| ------- | -------------------------------- |
| g.t.    | geen toernooi gehouden           |
| l.c.    | lagere categorie                 |
| –       | niet deelgenomen                 |
| G       | uitgeschakeld in de groepsfase   |
| 1R      | uitgeschakeld in de eerste ronde |
| 2R      | uitgeschakeld in de tweede ronde |
| 3R      | uitgeschakeld in de derde ronde  |
| 4R      | uitgeschakeld in de vierde ronde |
| KF      | uitgeschakeld in de kwartfinale  |
| HF      | uitgeschakeld in de halve finale |
| F       | de finale verloren               |
| W       | het toernooi gewonnen            |
| w-v     | winst/verlies-balans             |

### Enkelspel
| Toernooi        | 2001 | 2002 | 2003 | 2004 | 2005 | 2006 | 2007 | 2008 |    | 2010 | 2011 | 2012 | 2013 | w-v |
| --------------- | ---- | ---- | ---- | ---- | ---- | ---- | ---- | ---- | -- | ---- | ---- | ---- | ---- | --- |
| Australian Open | –    | 3R   | 4R   | 3R   | 1R   | 1R   | 1R   | 1R   | –  | –    | 2R   | 2R   | 9-9  |     |
| Roland Garros   | –    | 2R   | 3R   | 1R   | 1R   | 1R   | 1R   | –    | –  | 1R   | 1R   | –    | 3-8  |     |
| Wimbledon       | 2R   | 4R   | 2R   | 1R   | 3R   | 1R   | 2R   | –    | 1R | 2R   | 1R   | –    | 9-10 |     |
| US Open         | 3R   | 1R   | 1R   | 4R   | 1R   | 2R   | 2R   | 1R   | –  | 1R   | 1R   | 1R   | 7-11 |     |

### Vrouwendubbelspel
| Toernooi        | 2002 | 2003 | 2004 | 2005 | 2006 | 2007 | 2008 |    | 2010 | 2011 | 2012 | 2013 | 2014 | w-v |
| --------------- | ---- | ---- | ---- | ---- | ---- | ---- | ---- | -- | ---- | ---- | ---- | ---- | ---- | --- |
| Australian Open | 3R   | 1R   | 1R   | KF   | 1R   | 3R   | 1R   | –  | 2R   | 1R   | 1R   | –    | 8-10 |     |
| Roland Garros   | –    | 3R   | 1R   | 1R   | HF   | 2R   | –    | 1R | 1R   | 2R   | –    | –    | 8-8  |     |
| Wimbledon       | –    | 1R   | 1R   | 2R   | KF   | 2R   | –    | 1R | 1R   | 1R   | –    | 1R   | 5-9  |     |
| US Open         | –    | 1R   | 2R   | 1R   | –    | 2R   | 1R   | 1R | 2R   | 1R   | 1R   | –    | 3-9  |     |

### Gemengd dubbelspel
| Toernooi        | 2003 |    | 2005 | 2006 | 2007 | w-v |
| --------------- | ---- | -- | ---- | ---- | ---- | --- |
| Australian Open | F    | 1R | –    | 2R   | 5-3  |     |
| Roland Garros   | –    | –  | –    | 1R   | 0-1  |     |
| Wimbledon       | –    | –  | 2R   | 1R   | 1-2  |     |
| US Open         | 2R   | –  | –    | –    | 1-1  |     |